# Miss Suisse romande
Miss Suisse romande est un titre annuel d’un concours de beauté, donné à la gagnante de l’élection du même nom.

## Règlement
La finale consiste à faire élire par un jury (composé de personnes aux horizons variés), celle qui pendant une année entière, portera le titre de « Miss Suisse romande ». Les candidates sont choisies pour représenter les différents cantons de la Romandie.
Pour devenir Miss Suisse romande, il faut impérativement :
- Être née de sexe féminin
- Être de nationalité suisse (ou détentrice d’un permis C)
- Avoir entre 18 et 30 ans
- Mesurer au minimum 1,68 m
- Avoir une réputation irrécusable
- Être célibataire, non divorcée et sans enfant

Il ne faut pas :
- Avoir eu recours à un acte de chirurgie esthétique

## Histoire de Miss Suisse romande
- 1979 : Création du concours de beauté.
- 1984 : Première Miss Suisse romande (organisé par M. José RODRIGUEZ au Placid Lausanne).
- 1992 : Élection de la première Miss Suisse romande métisse, concours organisé par M. José Barros.
- 2001 : Reprise du concours par Laurence Béhard-Hérard et Tommaso Longo à Renato Page.
- 2005 : Élection controversée lors de la finale sur la Télévision Suisse romande.
- 2006 : Existence d’un deuxième concours « Miss Beauté Romande » dirigé par Marie Josée Joly.
- 2007 : Reprise par Olivier Muller des deux concours et qui les a fusionnés, Laurence Béhard-Hérard gardant toujours son poste de directrice.
- 2008 : Remplacement de Laurence Béhard-Hérard par Patrick Abegg.
- 2010 : Première organisation jointe des concours Miss Suisse romande et Mister Suisse romande.

## Palmarès
| Année          | Nom                  | 1re dauphine         | 2e dauphine         | 3e dauphine      |
| -------------- | -------------------- | -------------------- | ------------------- | ---------------- |
| 1984           | Nicole Ayer          | Sabine de Jaegere    | Sophie Deville      |                  |
| 1988           | Christine Fellay     | Catherine Mesot      | Françoise Bezzola   |                  |
| 1989           | Valérie Chauvy       | Mireille Frankhauser | Carole Correvon     |                  |
| 1989/1990      | Grettel Muller       | Francine Zermatten   | Valérie Bovard      |                  |
| 1991/1992      | Anouck Pasche        | Anouk Silvestrini    | Caroline Rebord     |                  |
| 1992/1993      | Fabienne Fahndrich   | Lauriane Parmigiani  | Katia Pastori       |                  |
| 1993/1994      | Sarah Briguet        | Myriam Ramseier      | _                   |                  |
| 1994/1995      | Florianne Perusset   | _                    | _                   |                  |
| 1995/1996      | Katia Hess           | _                    | _                   |                  |
| 1996/1997      | Caroline Amiguet     | Yasmine Bourgeois    | Andréa Villiger     |                  |
| 1998/1999      | Isabelle Favre       | Carine Siegrist      | Sandrine Cavat      |                  |
| 1999/2000/2001 | Antoinette Schmid    | _                    | _                   |                  |
| 2002           | Emilie Boiron        | Alexandra Coulet     | Franca Di Nunzio    |                  |
| 2003           | Alessandra Cuomo     | Nathalie Berlovan    | Nathalie Tueller    |                  |
| 2004           | Céline Nussbaumer    | Snezena Andric       | Johanna Calame      |                  |
| 2005           | Antonella Lama       | Sofije Hoxha         | Zara Zidane         |                  |
| 2006           | Chloé Devinaz        | Laura Ferrara        | Mélanie Morand      |                  |
| 2007           | Ivana Dugalic        | Jessica Sbaraglia    | Catia da Silva      |                  |
| 2008           | Marianne de Cocatrix | Laura Li Cavoli      | Valentine Melly     |                  |
| 2009           | Liliane Murenzi      | Céline Pelissier     | Déborah Vouilloz    |                  |
| 2010           | Charlotte Médigue    | Marie Mayor          | Lauriane Toniutti   |                  |
| 2011           | Aline Bacher         | Ellen Batelaan       | Sarah Stuckelberger |                  |
| 2012           | Aline Bacher         | Ellen Batelaan       | Sarah Stuckelberger |                  |
| 2013           | Souheila Yacoub      | Houda Memlouk        | Marine Bovier       |                  |
| 2014           | Sindi Arifi          | Céline Morel         | Mwavita Darbellay   | Alejandra Bayard |
| 2015           | Julie Aubry          | Tanaïs Basset        | Alison Pichel       | Lauriane Merle   |
| 2016           | Lara Chioda          | Noémie Jornod        | Ranya Akrimi        | Chelsea Kung     |
| 2017           | Yasmina Assal        | Ophélie Bignotti     | Leticia Carvalho    | Sarah Pecherski  |
| 2018           | Margaux Matthey      | Maé Meneghello       | Leidi Rocha         |                  |

## Faits marquants
- Le départ marquant de Laurence Béhard et la fusion de l'élection de Miss Suisse romande et Mister Suisse romande sont le résultat de la reprise de l'organisation par Olivier Mueller.